# Rue Henri-Barboux
La rue Henri-Barboux est une voie du 14e arrondissement de Paris, en France.

## Situation et accès
La rue Henri-Barboux est une voie publique située dans le 14e arrondissement de Paris. Elle débute au 115, boulevard Jourdan et se termine au 16, avenue Paul-Appell.

## Origine du nom
La rue a été nommée en l’honneur de Henri Barboux, avocat (1834-1910).

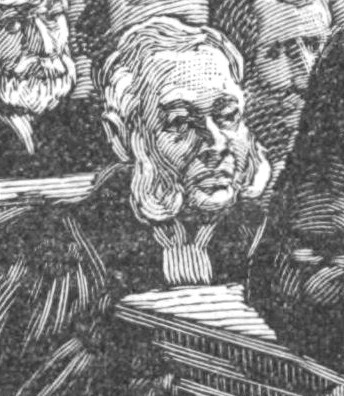
Maître Henri Barboux en 1893.
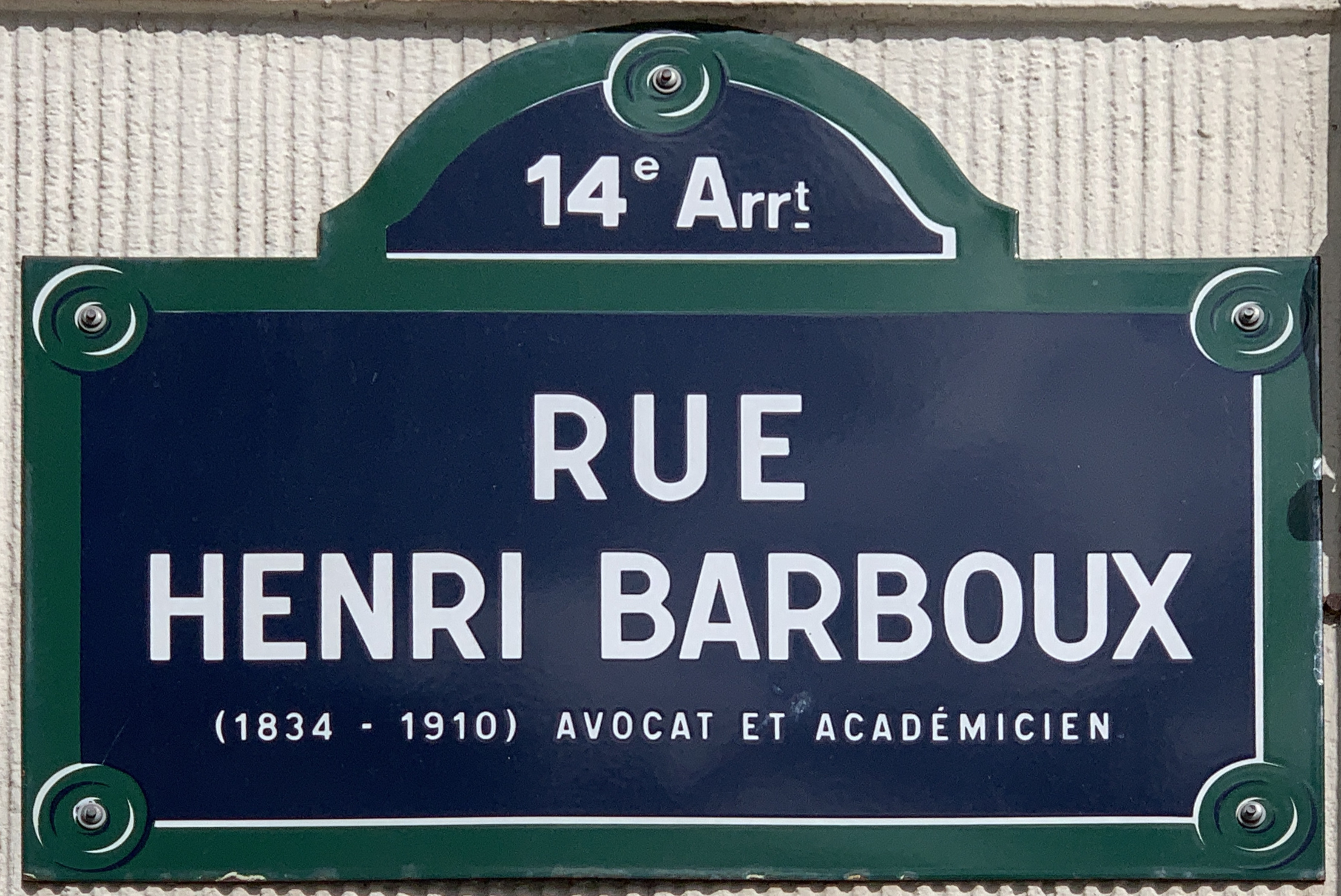
Plaque de la rue.

## Historique
La voie a été ouverte et a pris sa dénomination actuelle en 1926 sur l'emplacement du bastion no 80 de l'enceinte de Thiers.